# Музыкальные инструменты эпохи барокко
Список музыкальных инструментов эпохи барокко. См. также: Аутентичное исполнительство.

## Клавишные

### Орга́н
Сложный музыкальный инструмент, составленный из воздухонагнетательного механизма, набора деревянных и металлических труб разных размеров и из исполнительского пульта (кафедры), на котором расположены регистровые ручки, несколько клавиатур и педали.

### Клавесин
Клавесин (фр. clavecin) был одним из предшественников фортепиано. Имеет другие названия: клавицимбал, клавичембало, чембало (позднелат. clavicymbalum, итал. clavicembalo, cembalo). Струны клавесина приводились в движение щипком при помощи стерженька из птичьего пера (позже — кожаного плектра), который при нажатии клавиши зацеплялся за струну. Первоначально клавесин имел четырёхугольную, в 17 в. приобрёл крыловидную треугольную форму, вместо жильных стали применяться металлические струны. Диапазон звука — 4-5 октав.

#### Вёрджинел
Вёрджинел (англ. virginal) — небольшой клавесин с корпусом в виде прямоугольного ящика (обычно без ножек) и струнами, расположенными по диагонали. Звук вёрджинела слабее клавесинного, но громче, чем у спинета. В 16-17 вв. был распространён в Англии (крупнейшие вёрджинелисты — Уильям Бёрд, Джон Булл и Джайлс Фарнаби), в 18 в. был известен и в Германии.

#### Спинет
Спинет — небольшой клавесин квадратной, прямоугольной или пятиугольной формы.

#### Клавицитериум
Клавицитериум — клавесин с вертикально расположенным корпусом.

### Клавикорд
Предшественник фортепьяно. Корпус клавикорда обычно имеет форму продолговатой 4-угольной коробки; клавиатура помещается в одной из продольных стенок, параллельно которой натягиваются струны одинаковой длины; на задних концах клавиш укрепляются тонкие металлические пластинки — тангенты, ударяющие (снизу) по струнам. В зависимости от места касания тангента одна и та же струна может издавать различные по высоте звуки.

## Смычковые

### Скрипка

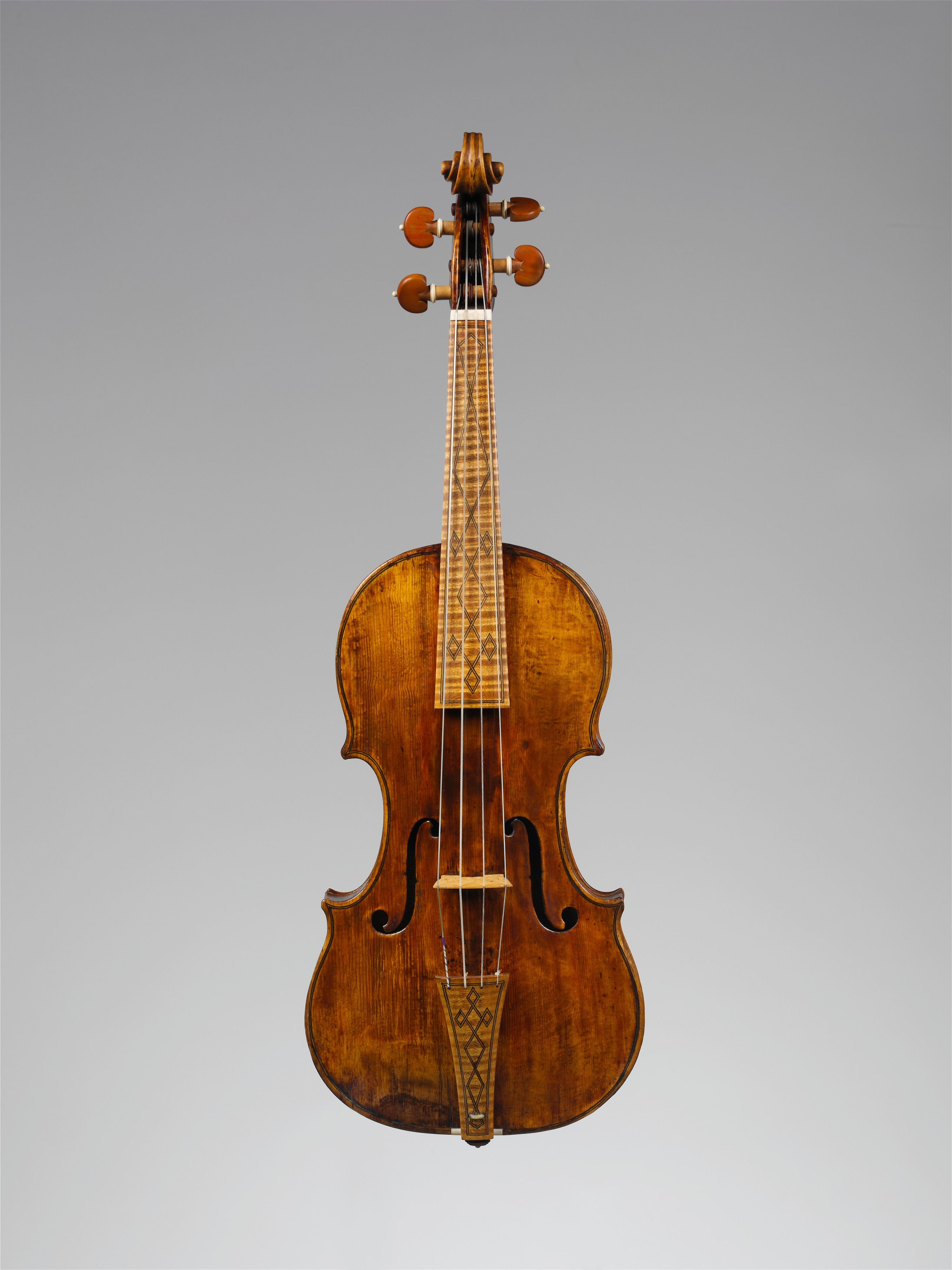
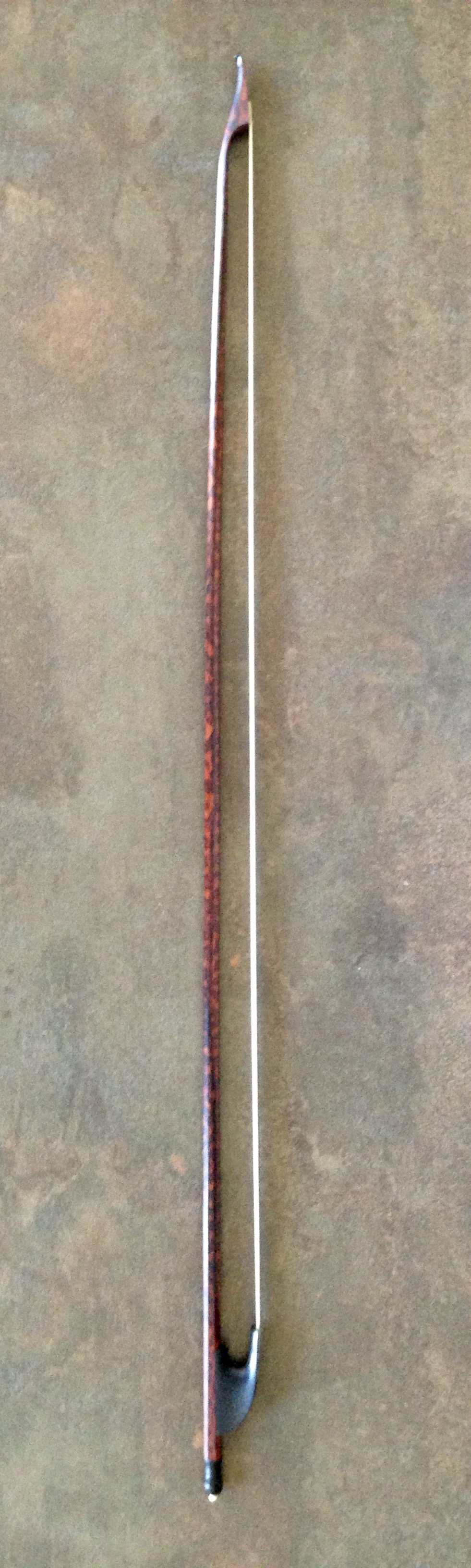

Барочная скрипка отличается от классической более широким, толстым и укороченным со стороны подставки грифом, наличием натуральных жильных струн (струна Соль с металлической обмоткой). На ней не используется подбородник, мостик и настроечные машинки. Трость смычка слегка выгнутая, а головка имеет заострённую форму.

### Виола
Струнный инструмент 15-18 веков. Прародитель современных скрипок и виолончелей

#### Виола да браччо
Предок скрипки. Буквальный перевод с итальянского — «виола на руке», ручная виола.

#### Виола да гамба
Буквальный перевод названия с итальянского — «коленная виола». Играли на виоле да гамба, устанавливая её на коленях или между ними.

#### Виоль д’амур
Так называли в XVIII веке виолу скрипичного (да браччо) типа. Основная особенность виолы д’амур заключалась в том, что под обычными жильными струнами были натянуты металлические струны. Смычок задевал лишь жильные струны, и от их вибрации начинали звучать металлические струны — этот феномен называется симпатическим резонансом.

#### Баритон
Басовая виола «ножного» (гамба) типа. Звук на баритоне извлекался смычком из шести жильных струн, с расположенными под ними симпатическими струнами. Из симпатических (дополнительных) струн звук извлекался щипком большим пальцем левой руки.

#### Виолоне
Басовая виола «ножного» (гамба) типа.И не только

#### Лироне
Басовая виола «ножного» (гамба) типа. Специально приспособлена к игре аккордами.

### Виолончель
Виолончель — смычковый инструмент басо-тенорового регистра. 4 струны настраиваются по квинтам (до и соль большой октавы, ре малой, ля первой). Виолончель появилась в конце 15 — начале 16 вв. Классические образцы виолончелей были созданы итальянскими мастерами 17-18 вв. Антонио Амати и Джироламо Амати, Джузеппе Гварнери, Антонио Страдивари.

### Контрабас
Самый большой и низко звучащий смычковый инструмент оркестра. Играют на нём стоя или сидя на высоком табурете.

## Щипковые

### Барочная лютня
В XVI веке наиболее распространенной была шестиструнная лютня (в XV известны пятиструнные инструменты), при переходе к XVII веку (эпохе позднего барокко) количество струн доходило до двадцати четырёх. Чаще всего струн было от 11 до 13 (9-11 парных и 2 одинарных). Строй- аккорд ре минор (иногда мажор).

#### Теорба
Теорба — басовая разновидность лютни. Количество струн от 14 до 19 (в основном одинарных, но были инструменты и с парными).

#### Китарроне
Китарроне — басовая разновидность т. н. итальянской гитары (инструмента с овальный корпусом, в отличие от испанской г.). Количество струн- 14 одинарных. Китарроне на вид практически ничем не отличается от теорбы, но имеет отличное от неё происхождение.

#### Архилютня
Меньшего размера, чем теорба. Чаще всего имела 14 струн, первые шесть в строе типичном для эпохи Ренессанса- (в отличие от барочной лютни, у которой первые шесть струн давали ре-минорный аккорд) строили в чистую кварту, кроме 3-й и 4-й, которые строили в большую терцию.

### Мандолина
Мандолина появилась в Италии. Сопрановая разновидность лютни. Наиболее популярна в эпоху барокко ломбардская мандолина имеет выпуклый овальный корпус, 6 парных струн, короткую шейку, гриф с навязными ладами, головку с фрикционными колками. Общая длина 610—635 мм. Строй квартовый, как у лютни. Играют на мандолине как пальцами так и с помощью плектра.

### Барочная гитара
Барочная гитара имела обычно пять пар (хоров) жильных струн. Первые барочные или пятихоровые гитары известны с конца 16-го века. Именно тогда к гитаре добавлен пятый хор (до этого она снабжалась четырьмя парными струнами). Стиль rasgeado делает этот инструмент необыкновенно популярным.

## Другие струнные
Колёсная лира имеет шесть-восемь струн, бо́льшая часть которых звучит одновременно, вибрируя в результате трения о колесо, вращаемое правой рукой. Одна-две отдельных струны, звучащая часть которых укорачивается или удлиняется с помощью стержней левой рукой, воспроизводят мелодию, а остальные струны издают монотонное гудение.

## Медные духовые
Валторна не имела механики и давала возможность извлекать только тоны натурального звукоряда; для игры в каждой из тональностей пользовались отдельным инструментом.
Горн — духовой медный мундштучный музыкальный инструмент без вентилей, с коническим стволом.
Тромбон имеет вид большой, согнутой овалом металлической трубы. В верхней её части помещается мундштук. Нижний загиб тромбона подвижный, и называется кулисой. От выдвигания кулисы звук понижается, а от вдвигания — повышается.

## Деревянные духовые
- Поперечная флейта
- Блокфлейта
- Шалюмо
- Гобой
- Фагот
- Квартфагот — увеличенный фагот. На письме партия квартфагота записывается так же, как и фагота, но звучит на чистую кварту ниже писанной ноты.
- Контрафагот — басовая разновидность фагота.

## Ударные
Литавры — ударный музыкальный инструмент с определенной высотой звучания. Высота звучания настраивается при помощи винтов или специального механизма, чаще всего в виде ножной педали.